# Блида, Барбара
Барбара Мария Блида (пол. Barbara Maria Blida; 3 декабря 1949, Семяновице-Слёнске — 25 апреля 2007, там же) — польский политик.
С 1969 по 1990 год член ПОРП, в 1990—1999 годах член СдРП, в 1999—2004 годах член СДЛС. В 1989—2005 была годах депутатом польского сейма и в 1993—1996 годах — министром строительства.
Прокуратура в Катовице объявила о необходимости её задержания по подозрению в коррупции. Застрелилась во время обыска, проводившегося Агентством внутренней безопасности в её доме.